# 功利主義
倫理学における功利主義（こうりしゅぎ、英: utilitarianism）とは、影響を受けるすべての個人の幸福を最大化する行為を指令する規範倫理学の理論の一派である。
功利主義にはさまざまな種類があるが、それらの基本的な考え方は効用を最大化するということである。効用は、しばしば幸福や関連する概念で定義される。例えば、功利主義の創始者であるジェレミ・ベンサムは、効用を次のように説明している。

ある対象が持つ性質で、それが利益や利点や快楽や善や幸福を生み出す傾向があるもの……（または）その関係者の利益に反する害や苦痛や悪や不幸を防ぐ傾向があるもの。

功利主義は、あらゆる行為の結果をその行為が正しいか間違っているかの唯一の基準とする帰結主義の一種である。他の帰結主義と異なり、功利主義はすべての感覚的存在の利益を平等に考慮する。功利主義の支持者は、行為をその可能性のある結果に基づいて選択すべきか（行為功利主義）、効用を最大化する規則に従うべきか（規則功利主義）など、多くの問題について意見が分かれている。また、効用の総量（総量功利主義）、平均効用（平均功利主義）、最も不利な立場にある人々の効用のいずれを最大化すべきかという問題もある。
この理論の萌芽は、幸福を唯一の善とみなした快楽主義者たちであるアリスティッポスやエピクロス、そして中世インドの哲学者シャーンティデーヴァの作品に見ることができるが、近代的な功利主義の伝統はジェレミ・ベンサムによって始まり、ジョン・スチュアート・ミル、ヘンリー・シジウィック、R. M. ヘア、ピーター・シンガーといった哲学者たちによって継承された。この概念は、社会福祉経済学や正義の問題、世界的な貧困の危機、動物を食べることの倫理や人類にとっての存在的危機を避けることの重要性といったことなどに応用されてきた。

## 語源
「ベンサム主義」とは、ジェレミー・ベンサムによって創始された功利主義的な哲学であるが、彼の後継者であるジョン・スチュアート・ミルによって大きく改変され、「功利主義」という用語は広まった。1861年にミルは注釈で、ベンサムは「自分が功利主義という言葉を使い始めた最初の人物だと信じていたが、それを発明したわけではない。むしろ、彼はジョン・ガルトの1821年の小説『 教区年代記 』の一節からそれを取り入れた」と認めた。しかし、ミルはベンサムが1781年のジョージ・ウィルソン宛の手紙や1802年のエティエンヌ・デュモン宛の手紙で「功利主義」という用語を使っていたことに気づいていなかったようである。

## 訳語
19世紀後半、西洋から日本や中国に功利主義が伝来した際は、「功利」以外にも「楽利」などの漢訳案が出されていた。「功利」という漢語は古くからあり、2世紀の『漢書』董仲舒伝における儒者の董仲舒の言葉に特に由来する。その董仲舒も含めて、儒教では伝統的に「功利」は「義」と対立するネガティブな単語として用いられていた。ただし、12世紀の陳亮や永嘉学派のように、「功利」をポジティブに捉える儒者もいた。
21世紀の日本では、「功利主義」のネガティブな語感がもたらす誤解を避けるため、新たな訳語が提案されている。例えば、永井義雄は「公益主義」、一ノ瀬正樹は「大福主義」を提案している。

## 歴史的背景

### 先史時代の形成
人間は幸福を目的としているということは古くから認識されていた。アリスティッポスやエピクロスなどの快楽主義者は幸福を唯一の善と見なし、アリストテレスは幸福が人間の最高善であると主張し、アウグスティヌスは「すべての人間は最後の目的である幸福を求めることに同意する」と記した。幸福についてはトマス・アクィナスも彼の『神学大全』で詳しく探究した。一方、中世インドでは、8世紀のインド哲学者シャーンティデーヴァが功利主義の初期の提唱者の一人であり、「すべての感覚的存在の現在と未来の苦しみを止め、すべての現在と未来の快楽と幸福をもたらすべきだ」と記した。
異なる種類の帰結主義も古代や中世の世界に存在していた。例えば、墨家の国家帰結主義やニッコロ・マキャヴェッリ、トマス・ホッブズの政治哲学である。墨家の帰結主義は、政治的安定性や人口増加、富などの共同体的な道徳的善を提唱したが、個人の幸福を最大化するという功利主義的な考え方は支持してはいなかった。

### 18世紀
功利主義という明確な倫理的立場は、18世紀になって初めて現れた。功利主義は、一般にジェレミ・ベンサムが創始したと考えられているが、それ以前にも、非常に似た理論を提唱した倫理学者がいた。

#### ハッチソン
フランシス・ハッチソンは、1725年の著書『美と徳の起源についての考察』で功利主義的なフレーズを初めて導入した。それは「最も道徳的な行為を選ぶとき、ある行為における徳の量は、その行為が幸福にする人々の数に比例する」というものだった。同じように、悪、あるいは悪徳は、苦しむ人々の数に比例する。最善の行為は、最大数の人々に最大の幸福をもたらすものであり、最悪の行為は、最も多くの苦しみを引き起こすものである。本書の最初の3版では、ハッチソンは「任意の行為の道徳性を計算する」ためのさまざまなアルゴリズムを含めていた。そうすることで、彼はベンサムの幸福計算を先取りした。

#### ジョン・ゲイ
幸福計算は、功利主義の倫理学の最初の体系的な理論を展開したと主張する人もいる。『徳あるいは道徳の根本原理に関する論考』（1731年）で、ゲイは次のように主張する。
幸福、個人的な幸福は、私たちのすべての行為の適切なあるいは究極の目的である…各々の行為は、それ自身の適切で特有な目的を持っていると言える…(しかし)…それらはまだ何かもっと遠いものに向かうか、あるいは向かうべきである。それがここから明らかである。つまり人はどちらも追求する理由を尋ねたり期待したりすることができるからである。今、行為や追求の理由を尋ねるということは、ただその目的を探るということにほかならない。しかし、究極的な目的に対して理由、すなわち目的を割り当てることを期待することは、不合理である。私が幸福を追求する理由を尋ねられたら、答えは用語の説明以外にあり得ない。

この幸福の追求は神学的な根拠を与えられている。 
今、神の性質から明らかである。すなわち、彼は自分自身が永遠から無限に幸せであり、彼の作品において示された彼の善良さから、彼が人類を創造する際に他の目的を持つことができなかったということである。それゆえに彼は彼らの幸福を望み、それゆえに彼らの幸福の手段を望み、それゆえに私の行動は、人類の幸福の手段となり得る限り、そのようなものであるべきである…こうして神の意志は徳の直接的な基準であり、人類の幸福は神の意志の基準であり、それゆえに人類の幸福は一度離れた形で徳の基準であると言える…(そして)…私は人類の幸福を促進するために私の力になることは何でもするべきである。

#### ヒューム
『道徳原理研究』（1751年）で、デイヴィッド・ヒュームは次のように書いている。「道徳の判断においては、公共の利益という事情が常に主要な視点となる。そして、義務の境界に関して、哲学や日常生活で論争が起こる場合は、どちらの側でも、人類の真の利益を明らかにすることによって、より確実に問題を解決することはできない。もし見かけから受け入れられた誤った意見が流行しているとすれば、さらなる経験とより確かな推論が、人間の事情についてより正しい概念を与えてくれるやいなや、私たちは最初の感情を撤回し、道徳的善悪の境界を新たに調整する」

#### ペイリー
ゲイの神学的功利主義はウィリアム・ペイリーによって発展させられ、普及した。ペイリーはあまり独創的な思想家ではなく、彼の倫理学の論文にある哲学は「他者が発展させた考えの集合体であり、同僚たちと議論するためではなく、学生たちに学ばせるために提示されたものである」と主張されている。それでも彼の著書『道徳および政治哲学の原理』（1785年）はケンブリッジ大学で必読書であった。また、スミス（1954年）はペイリーの著作は「ウィリアム・ホームズ・マクガフィーやノア・ウェブスターの初等教育用の読本や綴り本と同じくらいアメリカの大学で知られていた」と述べている。シュニーヴィント（1977年）は「功利主義はウィリアム・ペイリーの作品を通してイングランドで広く知られるようになった」と記している。
ペイリーのかつての重要性は、1874年にトーマス・ローソン・バークスが著した『現代功利主義　あるいはペイリー、ベンサム、ミルの体系の検討と比較』という題の作品から判断できるである。
ペイリーは幸福が神の性質に根ざした目的であるということを再確認するとともに、規則の役割についても論じている。彼は次のように書いている。
行為はその傾向によって評価されるべきである。何が有益であれば、それが正しい。道徳的規則の有用性だけが、それに対する義務を構成する。
しかし、これに対しては明白な反論があるように思われる。すなわち、多くの行為は有用であるが、正しいと認める人は誰もいないということである。暗殺者の手が非常に有用である場合もあるだろう。…真の答えはこうである。それらの行為は結局のところ有用ではなく、その理由だけで、そしてその理由だけによって、正しくないのである。
この点を完全に理解するためには、行為の悪い結果は二重のものであることを観察しなければならない。行為の一次的な悪い結果とは、その一つ一つの行為が直接的かつ即時的に引き起こす害悪である。行為の二次的な悪い結果とは、必要または有用な一般的な規則の違反である。
一つの行為を許可し、他の行為を禁止することは、それらの間に違いがあることを示さずにはできない。したがって、同じ種類の行為は一般的に許可されるか、または一般的に禁止されるべきである。したがって、それらを一般的に許可することが有害であれば、それらを一般的に禁止する規則を定めて支持することが必要になる。

## 古典的功利主義

### ジェレミ・ベンサム

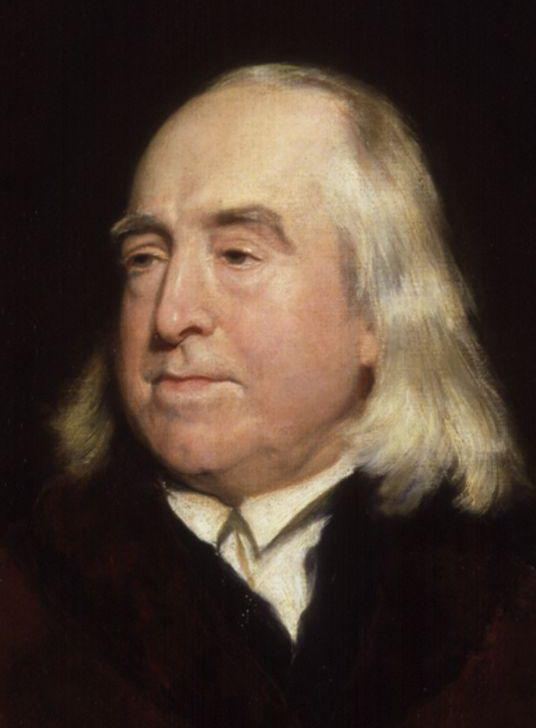
ジェレミ・ベンサム

ベンサムの著書『道徳および立法の諸原理序説』は1780年に印刷されたが、1789年まで出版されなかった。これについては彼がペイリーの『道徳と政治哲学の原理』の成功を見て、出版に駆り立てられた可能性がある。ベンサムの本はすぐには成功しなかったが、彼の考えはピエール・エティエンヌ・ルイ・デュモンがベンサムのさまざまな原稿から選んで編集し、フランス語に翻訳したことでさらに広まった。『Traité de législation civile et pénale』は1802年に出版され、後にヒルドレスによって『立法の理論』として英語に再翻訳されたが、この時点でデュモンの作品のかなりの部分はすでに再翻訳され、ジョン・ボウリングの編集したベンサムの著作集に取り入れられていた。これは1838年から1843年の間に部分的に発行されたものである。
フランシス・ハッチソンが最大幸福を計算するためのアルゴリズムを「役に立たず、一部の読者に不快だと感じられた」として最終的に取り除いたことを知っていたかもしれないが、ベンサムは自分の方法について、「これらすべてにおいて、人類の実践が自分自身の利益を明確に見ることができる場所では完全に一致しているということ以外に何もない」と主張する。
ローゼン（2003）は、功利主義の記述は「歴史的にはベンサムやJ.S. ミルのような功利主義者とはほとんど似ておらず、20世紀に考案された行為功利主義の粗雑なバージョンであり、攻撃して拒絶するためのストローマンである可能性が高い」と警告する。なお、ベンサムが規則を無視していると考えることは間違いである。彼の画期的な著作は立法の原理に関するものであり、快楽計算法は「快楽と苦痛の回避は立法者が目指す目的である」という言葉で紹介されている。第7章では、ベンサムは次のように述べている。「政府の仕事は、罰と報酬によって社会の幸福を促進することである。行為がその幸福を乱す傾向があるほど、その傾向が有害であるほど、それが罰を要求する需要を生み出すことになる」

#### 快楽計算
第4章で、ベンサムは快楽と苦痛の価値を計算する方法を紹介しており、これは快楽計算として知られるようになった。ベンサムは、快楽や苦痛の価値は、それ自体で考えた場合、その強度、持続時間、確実性/不確実性、近接性/遠隔性によって測定できると言っている。さらに、「それを生み出す行為の傾向」を考慮する必要があり、したがって、行為の多産性（同様の類の感覚に続く可能性）や純度（反対の類の感覚に続かない可能性）を考慮に入れる必要があると言っている。最後に、行為によって影響を受ける人々の数、つまり範囲を考慮する必要があると言っている。

#### 第一次および第二次の悪
次に、いつ、どうであれば、法律を破ることが正当化されるかという問題が生じる。これは『道徳および立法の諸原理序説』で考察されており、ベンサムは第一次と第二次の悪を区別している。第一次の悪はより直接的な結果であり、第二次の悪は結果が社会に広がり、「警戒」と「危険」を引き起こす場合である。

確かに、第一次の効果にとどまれば、善は悪に対して否定できない優位性を持つという場合がある。もし違反行為がこの観点からだけ考えられたならば、法律の厳しさを正当化する十分な理由を挙げるのは容易ではないだろう。すべては第二次の悪にかかっている。それこそがこのような行為に犯罪という性格を与え、罰する必要性を生み出すものである。例えば、飢えを満たすという肉体的欲求を取り上げてみよう。飢えに苦しむ乞食が金持ちの家からパンを盗んで、おそらく飢え死にから救われたとしよう。泥棒が自分のために得た善と金持ちが受けた悪とを比較することができようか…これらの行為を違反行為として扱う必要があるのは、第一次の悪ではなく、第二次の悪のためである。

### ジョン・スチュアート・ミル
ミルは功利主義の理念を引き継ぐことを明確な目的としてベンサム派として育てられた。 ミルの著書『功利主義論』は1861年にフレイザー誌に3回連載されたものであり、1863年に単行本として再版された。

#### 高次と低次の快楽
ミルは、効用の純粋な量的な測定を拒否し、次のように述べている。 
効用の原理とは、ある種の快楽が他の種類の快楽よりも望ましくて価値があるという事実を認めることと全く矛盾しない。すべての他のものを評価するときには、量だけでなく質も考慮されるのに、快楽の評価が量だけに依存すると考えるのはばかげている。
「効用」という言葉は、一般的な幸福や幸せを意味し、ミルの見解では、効用は善い行為の結果である。功利主義の文脈では、効用とは、社会的効用のために行動する人々を指す。社会的効用とは、多くの人々の幸福を意味する。ミルが彼の著作『功利主義論』で効用という概念を説明するところでは、人々は本当に幸せを望んでおり、個々人が自分自身の幸せを望んでいる以上、私たち全員が皆の幸せを望み、より大きな社会的効用に貢献しているということになる。したがって、社会の効用にとって最大の快楽をもたらす行為が最善の行為であり、初期功利主義の創始者であるジェレミー・ベンサムが言ったように、「最大多数の最大幸福」である。
ミルは行為を効用の核心部分としてだけでなく、道徳的人間行動の指導原則としても見ていた。その原則とは、私たちは社会に快楽を提供する行為だけを行うべきだということである。この快楽観は快楽主義的であり、快楽が人生で最高の善であるという考えを追求していた。この概念はベンサムによって採用され、彼の著作で見ることができる。ミルによれば、善い行為は快楽をもたらし、快楽以上に高い目的はない。ミルは善い行為が快楽につながり、善い性格を定義すると言っている。より良く言えば、性格や行為が善か悪かどうかの正当化は、その人が社会的効用という概念にどれだけ貢献しているかに基づく。長期的に見れば、善い性格の最善の証拠は善い行為であり、そして断固として悪い行為を生み出す傾向が支配的な精神的傾向を善だと考えることを拒否する。『功利主義論』の最後の章で、ミルは正義が私たちの行為（正しいか不正か）の分類要因であり、道徳的要求事項の一つであると結論づけている。そして要求事項がすべて集合的に考慮された場合、「社会的効用」という尺度に従ってそれらはより大きく見られると彼は言っている。
彼はまた、批判者が言うことに反して、「…知性の快楽に対して単なる感覚よりもずっと高い価値を快楽として割り当てていないエピクロス派的人生観は知られていない」と指摘している。しかし彼はこれが通常知性的な快楽が周辺的な利点、つまり、より優れた「永続性・安全性・低コスト性・等々」を持つと考えられているからだと認めている。代わりにミルはある種類の快楽が本質的に他よりも優れていると主張する。
快楽主義は「豚にふさわしい教え」であるという非難は古くからある。『ニコマコス倫理学』（第1巻・第5章）で、アリストテレスは善を快楽と同一視することは、獣にふさわしい生活を好むことだと言っている。神学的功利主義者は幸福の追求を神の意志に基づかせる選択肢を持っていたが、快楽主義的功利主義者は別の弁明が必要だった。ミルのアプローチは、知性の快楽は肉体的な快楽よりも本質的に優れていると主張することである。

下等な動物になることに同意する人間はほとんどいないだろう。獣の快楽を最大限に与えられると約束されてもだ。知性のある人間は愚か者になることに同意しないし、教養のある人間は無知者になることに同意しないし、感情や良心のある人間は利己的で卑劣な者になることに同意しない。たとえ彼らが愚か者や鈍感者や悪党が自分たちよりも自分の境遇に満足していると説得されたとしてもだ……高度な能力を持つ存在は幸福になるためにもっと多くのものを必要とし、より鋭い苦しみを感じる可能性が高く、またそれにさらされる点も多い。しかし、それらの不利な条件にもかかわらず、彼は決して自分が低い存在階層だと感じるものに落ち込むことを本当に望むことはない……不満足な人間である方が満足した豚であるよりも良いし、不満足なソクラテスである方が満足した愚か者であるよりも良い。そして、愚か者や豚が違う意見を持っているなら、それは彼らが自分たちの立場しか知らないからだ……

ミルは、二つの快楽に精通した人々が一方を明確に好む場合、たとえそれが不満足を伴っており、「他方のどんな量とも交換しない」と言っても、その快楽を質的に優れているとみなすことは正当であると主張する。ミルはこれらの「有能な判断者」が常に一致するわけではないことを認め、意見が分かれた場合は多数派の判断を最終的なものとして受け入れるべきだと述べている。ミルはまた、「高度な快楽に対応できる人々が時々誘惑の影響でそれらを低次のものに延期することがあっても、それは高次のものの本質的な優位性を十分に認めていないこととは全く矛盾しない」と認めている。ミルは、関連する快楽を経験した人々へのこの訴えは、快楽の量を評価する際に必要なことと何ら変わりがなく、「二つの苦痛のうちどちらがより激しいか、また二つの快感のうちどちらがより強烈か」を測定する他の方法はないからだと言っている。「享受能力が低い存在ほど、それらを完全に満たす可能性が高いことは否定できない。そして高度に恵まれた存在は常に、この世界では不完全であろう幸福しか望めないことを感じてしまう」。
ミルはまた、「知的な追求は、それらがもたらす満足感や快楽（精神的な状態）の量に比べて、不釣り合いな価値を持つ」と考えている。ミルはまた、人々はこれらの高邁な理想を追求すべきだと言っている。なぜなら、彼らが些細な快楽から満足感を得ようとすると、「やがて不快感が忍び寄ってくる。私たちは退屈で憂鬱になるだろう」からである。ミルは、些細な快楽から得られる満足感は短期的な幸福しかもたらさず、その後、自分の人生に幸福が欠けていると感じるかもしれない人を結果的に悪化させると主張している。なぜなら、幸福は一時的なものだからである。一方、知的な追求は長期的な幸福をもたらす。なぜなら、それらは個人に対して、知識を蓄積することで自分の人生を改善する機会を年中無休で提供するからである。ミルは知的な追求を「人生の『上等なもの』を取り込むことができる」と見なしているが、些細な追求はこの目標を達成できない。知的な追求は個人に自分の理想を達成することを可能にするから、不変の憂鬱のサイクルから脱出する機会を与えるのだが、些細な快楽はそれを提供しないとミルは述べている。ミルの満足感に関する見解の性質については議論が続いているが、これは彼の立場に二分法があることを示唆している。

#### 効用原理の「証明」
『功利主義論』の第四章では、ミルは効用原理に対してどのような証明が与えられるかを考察している。 
見える物体に対して与え得る唯一の証明は、人々が実際にそれを見ているということである。聞こえる音に対して与え得る唯一の証明は、人々が実際にそれを聞いているということである……同じように、私が理解する限りでは、何かが望ましいということを示す唯一可能な証拠は、人々が実際にそれを望んでいるということである……一般的な幸福が望ましい理由は与え得ず、ただ各人がそれが達成可能だと信じていれば自分自身の幸福を望むからである……我々はこの場合に認め得るすべての証明だけではなく、要求しうるすべての証明も持っていることになる。幸福は善である。各人の幸福はその人にとって善であり、したがって一般的な幸福はすべての人々の集合体にとって善であるということである。
通常、ミルは誤謬を多数犯していると言われている。
- 自然主義的誤謬: ミルは、人々が実際に行っていることから、人々が行うべきことを導き出そうとしている。
- 曖昧さの誤謬（英語版）: ミルは、(1) 何かが望ましいという事実、すなわち望まれる可能性があるという事実から、(2) それが望ましいという主張、すなわち望まれるべきであるという主張に移行している。
- 合成の誤謬: 人々が自分の幸福を望むという事実は、全ての人々の集合体が一般的な幸福を望むことを意味しない。

このような批判は、『功利主義論』の出版直後からミルの生涯の中で現れ始め、その後100年以上にわたって続いたが、最近の議論では潮目が変わりつつある。それでもなお、ミルに対するこれらの三つの批判に対する反論は、それぞれの論点に一章を割いて、ネチップ・フィクリ・アリカンの『ミルの功利主義原理：ジョン・スチュアート・ミルの悪名高い証明に対する防御』（1994年）に見ることができる。これは、この問題に関する最初の、そして今日まで唯一の書籍級の扱いである。しかし、証明における誤謬は、今日でも学術雑誌や書籍の章で学術的な注目を集め続けている。
ホール（1949年）とポプキン（1950年）は、この非難に対してミルを擁護し、彼が第四章を「究極的な目的に関する問題は、その言葉の通常の受け取り方では証明され得ない」と主張し、「これはすべての第一原理に共通している」と述べていることを指摘している。したがって、ホールとポプキンによれば、ミルは「人々が望むものが望ましいものであるということを確立しようとしているのではなく、単に原理を受け入れさせようとしているだけ」である。ミルがもたらしているタイプの「証明」は、「ミルが考えたように、正直で合理的な人間に功利主義を受け入れさせる可能性のあるいくつかの考察からなっているだけ」である。
人々が実際に幸福を望んでいると主張した後、ミルは今度はそれが彼らが望む唯一のものであることを示さなければならない。ミルは、人々が他のもの（例えば美徳）を望むという反論を予想している。彼は、人々が美徳を幸福への手段として望み始めるかもしれないが、やがてそれは誰かの幸福の一部になり、それ自体として望まれるようになると主張する。
功利主義の原理とは、音楽などのある種の快楽や、例えば健康などの苦痛からの免除が、幸福という集合的な何かの手段としてではなく、それ自体で望まれるということを意味するのではない。それらはそれ自体で望まれているし、望ましいものである。手段であると同時に、目的の一部でもある。功利主義の教義によれば、徳は本来的にも元来的にも目的の一部ではないが、そうなり得るものであり、無私の愛情でそれを愛する者たちにとってはそうなっており、幸福のためではなく、幸福の一部として望まれている。
この不本意さにどんな説明をしようともよい。我々はそれを傲慢と呼ぶことができる。傲慢という名前は、人間が持ち得る最も尊敬すべき感情と最も軽蔑すべき感情の両方に無差別に与えられている。我々はそれを自由や個人的独立への愛に帰することができる。それはストア派にとってはそれを教え込むための最も効果的な手段の一つであった。権力への愛や興奮への愛に帰することができる。これらは実際にはそれに加わり、寄与するものである。しかし、最も適切な呼び名は尊厳感である。これはすべての人間が一つか他の形で持っており、高度な能力を持つ者では正確ではないかもしれないが、ある程度まではその比例して持っており、強く持っている者にとってはその幸福の一部であり、それに反するものは一時的であれば何でも望む対象になり得ないほど必要不可欠なものである。

### ヘンリー・シジウィック
シジウィックの著書「倫理学の方法」は、古典的功利主義の頂点あるいは集大成と呼ばれている。この本の主な目的は、功利主義を「常識的道徳」の原理に基づかせることで、彼の先行者たちが互いに矛盾していると疑っていた功利主義と常識的道徳の二つを調和させることである。シジウィックにとって、倫理学とは、どのような行為が客観的に正しいかということに関するものである。正しいか間違っているかという知識は、常識的道徳から生じるが、それはその核心において一貫した原理を欠いている。哲学一般や倫理学の特にの課題は、新しい知識を創造することではなく、既存の知識を体系化することであると彼は考えている。シジウィックは、「倫理学の方法」という言葉を定義し、それを「特定の場合における正しい行為を決定するための合理的な手続き」としている。彼は3つの方法を特定している。直観主義は、それは何がすべきことかを決定するために様々な独立した有効的な道徳原則に依存しており、快楽主義は行為から生じる快楽と苦痛によってのみ正しさが決まるというものである。快楽主義は、行為者自身の幸福のみを考慮する利己主義的な快楽主義と、すべての人の幸福に関心を持つ普遍的快楽主義、あるいは功利主義に細分化される。
直観主義は、私たちが道徳的原理について直観的、すなわち推論によらない知識を持っているとする立場であり、それらの原理は知る者にとって自明であるとするものである。このタイプの知識の基準としては、それらが明確な用語で表現されていること、異なる原理が互いに矛盾しないこと、そしてそれらについて専門家の合意があることなどが挙げられる。シジウィックによれば、常識的な道徳的原理はこのテストに合格しないが、例えば「私にとって正しいことは、まったく同じ状況にあるすべての人にとっても正しいことである」とか「自分の人生のすべての時間的部分に対して同じように関心を持つべきである」といった、より抽象的な原理は合格する。このようにして得られる最も一般的な原理はすべて功利主義と両立するため、シジウィックは直観主義と功利主義の間に調和を見出す。また、約束を守る義務や正義であることなどのより一般的でない直観的原理もあるが、これらの原理は普遍的ではなく、異なる義務が互いに衝突する場合がある。シジウィックは、衝突する行為の結果を考慮する功利主義的な方法でそのような衝突を解決することを提案する。
直観主義と功利主義の調和はシジウィックの全体的なプロジェクトにおける部分的な成功であるが、彼は同じく合理的であると考えられる利己主義は宗教的仮定を導入しない限り功利主義と調和させることは不可能だと考えており、完全な成功は不可能だと見ていた。そのような仮定としては、例えば後世で報いや罰を与える個人的な神の存在などがあり、これらは利己主義と功利主義を調和させることができる。しかし、それらがなければ、「実践的理性の二元論」を認めざるを得ず、これは私たちの道徳意識における「根本的な矛盾」を構成しているという。

## 20世紀の発展

### 理想的功利主義
理想的功利主義という説明は、ヘースティングス・ラシュドールが1907年に出版した『善と悪の理論』で初めて使われたが、より一般的にはG・E・ムーアと結びつけられている。1912年に出版された『倫理学』で、ムーアは純粋な快楽主義に基づく功利主義を否定し、最大化すべき価値の範囲があると主張した。ムーアの戦略は、快楽が善の唯一の尺度であるという仮定が直観的にありそうもないことを示すことであった。彼は次のように言っている。 
それは、例えば、快楽以外に何も存在しない世界――知識も愛も美の享受も道徳的資質もない世界――が、その中に含まれる快楽の総量が少しでも多ければ、これらのものが存在する世界よりも本質的に良い――創造する価値がある――と私たちが言うことを含んでいる。
それはまた、それぞれの世界における快楽の総量がまったく等しい場合でも、一方ではすべての存在者がさまざまな種類の知識を持ち、その世界における美しいものや愛すべきものをすべて認識しているのに対し、他方ではどの存在者もこれらのものを持っていないという事実が、私たちに前者を後者よりも好む理由を全く与えないだろうと私たちが言うことを含んでいる。
ムーアは、どちらの場合も証明することは不可能だと認めているが、彼は同じ量の快楽があっても美や愛などのものを含む世界がより良い世界であるということは直観的に明らかだと信じていた。彼は逆の見解を取る人がいたら、「私はそれが自明であると思うが、彼は間違っているだろう」と付け加えている。

### 行為功利主義と規則功利主義
20世紀半ばには、多くの哲学者が功利主義的思想における規則の役割に焦点を当てた 。すでに、各々の場合に結果を計算する問題がほとんど確実に最善の行動よりも劣るものを選択することになるので、正しい行動を選ぶのに規則を使う必要があることは認められていた。ペイリーは規則の使用を正当化し、ミルは次のように言っている。
人類が有用性を道徳の試金石と考えることで合意しているとすれば、彼らは何が有用であるかについて合意しないままでいるだろうというのは、本当に奇妙な仮定である。そして、そのような場合、彼らは自分たちの考えを若者たちに教え、法律や世論で強制するための措置を取らないだろうというのも同様である……道徳の規則は改善可能であると考えることは一つのことである。しかし、中間的な一般化を完全に無視して、最初の原理によって個々の行為を直接試すよう努めることは別のことである……幸福が道徳の目的と目標であるという命題は、その目標への道路を定めるべきではないという意味ではない……人間は合理的な存在であるから、彼らはそれを計算済みで人生の海に出かける。そしてすべての合理的な存在は、正しいと間違ったの共通の問題について心を決めて、人生の海に出かけている。
しかし、規則功利主義は規則により中心的な役割を提案し、それは正義や約束守りといった問題に対して理論を救うと考えられていた。スマート（1956）とマクロスキー（1957）は当初「極端な」（extreme）と「制限された」（restricted）功利主義という用語を使っていたが、やがて「行為」（act）と「規則」（rule）という接頭辞に落ち着いた。同様に、1950年代から1960年代にかけて、新しい形式の功利主義に賛成する記事や反対する記事が発表され、この論争を通じて私たちが今「規則功利主義」と呼んでいる理論が生まれた。これらの記事のアンソロジーの序文では、編者は次のように記している。「この理論の発展は、形成・批判・返答・再形成という弁証法的過程だった。この過程の記録は哲学的理論の協力的な発展をよく示している」:1。
本質的な違いは、ある行為が正しい行為であるかどうかを決めるものにある。行為功利主義は、効用を最大化する行為が正しいと主張する。規則功利主義は、効用を最大化する規則に従う行為が正しいと主張する。

1956年に、ウルムソン(1953)は、ミルが功利主義の原理に基づいて規則を正当化したという影響力のある論文を発表した。それ以来、ミルの解釈についての議論が続いている。おそらく、ミルは特にこの区別をしようとしていたわけではなく、彼の著作には必然的に混合した証拠があると考えられる。1977年に出版されたミルの著作集には、ミルが行為功利主義者として分類されるべきであることを示唆するような手紙が含まれている。その手紙では、ミルは次のように述べている。 
私はあなたと同じく、行為の結果によって行為を試す正しい方法は、その特定の行為が直接的かつ即時的に引き起こす結果によって試すことであり、もし誰もが同じことをしたらどうなるかということによって試すことではないと考えている。しかし、ほとんどの場合、もし誰もが同じことをしたらどうなるかという考慮は、私たちが特定の場合における行為の傾向を発見するために持つ唯一の手段である。
一部の学校レベルの教科書や少なくとも一つのイギリスの試験委員会では、強い規則功利主義と弱い規則功利主義というさらなる区別をしている。しかし、この区別が学術文献で明確にされているかどうかは不明である。なお、規則功利主義が行為功利主義に帰着するという議論がありる。なぜなら、ある規則について、その規則を破った方が効用が高くなる場合には、例外的な場合を扱うサブルールを追加することで規則を改良できるからである。この過程は例外のすべての場合に適用されるため、「規則」は例外的な場合と同じだけ「サブルール」を持つ。そして最終的には、エージェントは効用を最大化する結果を求めることになる。

### 二層功利主義
『原理』（1973年）で、R・M・ヘアは規則功利主義が行為功利主義に帰着することを認めるが、これは規則を「好きなだけ具体的で一般性のないものにすること」を許した結果であると主張する。彼は、規則功利主義を導入した主な理由の一つは、人々が道徳教育や性格形成に必要な一般的な規則に正義を与えるためであったとし、そして「行為功利主義と規則功利主義の間に違いを導入することができるのは、規則の具体性に制限を加えること、すなわち、その一般性を高めることによってである」と提案する:14。この「具体的な規則功利主義」（行為功利主義に帰着するもの）と「一般的な規則功利主義」の区別は、ヘアの「二層功利主義」の基礎を形成する。
私たちが「神の代理人や理想的観察者」であるとき、私たちは具体的な形式を使い、私たちが教えて従うべき一般的な原則を決めるときや、人間の性質や無知が正しく計算することを妨げそうな状況では、より一般的な規則功利主義を使うべきであるということである。
ヘアは、実際には、ほとんどの場合、私たちは一般的な原則に従うべきだと主張する:17。
私たちは一般的な教化が最善であるような一般的な原則に従うべきである。実際の道徳的状況では、これらの規則を問いただすことよりもそれらに固執することから生じる危害の方が多いだろう。非常に異常な状況でない限り。洗練された幸福計算の結果は、人間の性質や無知が何であれ、最大の効用に導くとは限らない。
『道徳的に考えること　レベル・方法・要点』（1981年）で、ヘアは二極端な例を示した。「大天使」とは、状況について完全な知識を持ち、個人的な偏見や弱点がなく、常に批判的道徳思考を使って正しいことを決める架空の人物である。「プロレ」とは、批判的思考がまったくできず、直感的道徳思考しか使わず、必然的に教えられたり模倣したりした一般的な道徳規則に従わざるを得ない架空の人物である。これは、「大天使」と「プロレ」がそれぞれ別々の人物であるということではなく、「私たちはみんな限られたかつ変動する程度で両方の特徴を共有しており、また異なる時期にもそうしている」ということである
ヘアは、いつ「大天使」のように考え、いつ「プロレ」のように考えるべきかを明確には指定していないが、これはいずれにせよ人によって異なるからである。しかし、批判的な道徳的思考は、より直感的な道徳的思考を支え、啓発する。それは一般的な道徳的規則を定式化し、必要に応じて再定式化する責任がある。また、我々は、普通ではない状況に対処するときや、直感的な道徳的規則が相反する助言をする場合には、批判的な思考に切り替える。

### 選好功利主義
選好功利主義とは、現代哲学における功利主義の一形態である。 それは、最も快楽を生み出す行為ではなく、最も個人的な利益を満たす行為を評価するという点で、古典的な功利主義とは異なる。選好功利主義の概念は、1977年にジョン・ハルサーニが「道徳と合理的行動の理論」で初めて提唱したが、この概念はより一般的にはR. M. ヘア、ピーター・シンガー、リチャード・ブラントといった哲学者と関連付けられている。
ハーサニは彼の理論が以下の人々から影響を受けたと主張している:42。
- アダム・スミス：彼は道徳的視点を公平で共感的な観察者と同一視した。
- イマヌエル・カント：彼は普遍性（英語版）という基準を強調した。これは相互性（英語版）としても表現される。
- 古典的功利主義者：彼らは社会的効用を最大化することを道徳の基準とした。
- トーマス・ベイズ ：リスクと不確実性の下での合理的な行動の現代的な理論で、通常ベイズ決定理論と表現される。

ハルサニは、すべての行為が快楽を最大化し、苦痛を最小化するという欲求に動かされているという古い心理学に依存しているとして、快楽主義を否定する。彼はまた、人々の人生の唯一の目的が「本質的に価値のある精神的な状態」を持つことであるというのは、経験的な観察としては決して真実ではないとして、理想的功利主義も否定する:54。
ハルサニによれば、「選好功利主義は、好みの自律性という重要な哲学的原理と一致する唯一の功利主義の形である。これは、個々人にとって何が善で何が悪いかを判断する際に、究極の基準はその人自身の望みや好みにしかなり得ないという原理を意味する」という:55。
ハルサニは二つの注意事項を付け加える。第一に、人々は時に非合理性な好みを持つことがある。これに対処するために、ハルサニは「明示的な」好みと「真の」好みとを区別する。「前者はその人の観察された行動によって表されるものであり、それは誤った事実上の信念や不注意な論理分析や合理的選択を大きく妨げる強い感情に基づく可能性があるものである。後者はその人がすべての関連する事実上の情報を持ち、常に最大限の注意を払って推論し、合理的選択に最も適した心境にあった場合に持つであろう好みである」という:55。 選好功利主義が満足させようとするのは後者である。
第二の注意事項は、反社会的な好み、例えば加虐性や嫉妬や恨みなどは除外しなければならないということである。ハルサニはこのような好みは、そうした人々を道徳的共同体から部分的に排除すると主張する。 
功利主義倫理学は私たち全員を同じ道徳的共同体の一員にする。他者に対して悪意を持つ人間はこの共同体の一員であり続けるが、彼の人格の全体ではない。これら敵対的で反社会的な感情を抱く彼の人格の一部は会員資格から除外されなければならず、社会的効用という概念を定義する際に聞き入れられる権利はない:56。

### 消極的功利主義
『開かれた社会とその敵』（1945年）で、カール・ポパーは、「快楽を最大化する」という原理は「苦痛を最小化する」という原理に置き換えるべきだと主張する。彼は「人々の快楽や幸福を最大化しようとすることは、不可能であるだけでなく、非常に危険である。なぜなら、そのような試みは必ず全体主義につながるからだ」と考える。彼は次のように主張する。
（倫理学の観点からすれば）、苦痛と快楽、あるいは苦痛と喜びの間には対称性がない……私の考えでは、人間の苦痛は直接的な道徳的訴え、すなわち助けを求める訴えを持っているが、元気にやっている人の喜びを増やすという類似の訴えはない。功利主義の公式「快楽を最大化せよ」のもう一つの批判は、それが連続した快楽-苦痛の尺度を仮定しており、それによって私たちは苦痛の度合いを快楽の負の度合いとして扱うことができるということである。しかし、道徳的観点から言えば、苦痛は快楽によって相殺されることはなく、特に一人の人間の苦痛が他の人間の快楽によって相殺されることはない。最大多数の最大幸福ではなく、もっと控えめに言えば、すべての人々にとって避けられる苦痛の最小量を要求すべきである……
実際に「消極的功利主義」という用語自体は、R. N. スマートがポパーへの返答として1958年に発表した論文の題名として導入したものである。この論文では、スマートはこの原理は可能な限り速くて苦痛の少ない方法で人類全体を殺すことを意味するだろうと主張している。
スマートの議論に対して、サイモン・クヌッツォン (2019)は、古典的功利主義や類似の帰結主義的見解も同様に人類全体を殺すことを含む可能性が高いと主張している。彼らは、もし可能ならば既存の存在を殺して幸せな存在と置き換えるべきだと示唆しているからである。したがって、クヌートソンは次のように主張する。
世界破壊論は消極的功利主義をこれら他の形態の帰結主義に取って代わるものとして拒絶する理由ではない。なぜならば、そうした理論に対する同様の議論があり、それらは消極的功利主義に対する世界破壊論ほど説得力があるからである。
さらに、クヌットソンは、他の形態の帰結主義、例えば古典的功利主義は、場合によっては消極的功利主義よりも不合理な含意を持つと主張することができると指摘している。例えば、古典的功利主義が、それがもっと苦しみを生み出す方法でみんなを殺して置き換えることが正しいというシナリオでは、古典的功利主義計算において正の値になるように、幸福も増やす場合である。これに対して消極的功利主義は、このような殺人を許さない。
消極的功利主義のいくつかのバージョンは以下の通りである。
- 負の総量功利主義：同一人物内で補償される可能性のある苦しみを容認する[76][77]。
- 負の選好功利主義：そのような殺人に反する既存の選好に言及することで、道徳的殺人の問題を回避する一方で、新たな生命の創造には正当化を要求する[78]。 可能な正当化は、平均的な嗜好不満足度の低減である[79]。
- 仏教の環境に見られる消極的功利主義の悲観的な代表者[80]。

一部の人々は消極的功利主義を現代快楽主義功利主義の一派と見なしており、苦しみを避けることに幸福を促進することよりも高い重みを与えている。「思いやり」のある功利主義の尺度を使うことで、苦しみの道徳的重みを増やすことができ、その結果は先行主義と同じになる。

### 動機功利主義
動機功利主義は、1976年にロバート・メリヒュー・アダムズが初めて提唱した。行為功利主義は、どの行為が効用を最大化するかを計算して行動を選択することを要求し、規則功利主義は、全体として効用を最大化する規則に従うことを要求するのに対し、動機功利主義は、「効用計算が一般的な幸福効果に基づいて動機や性向を選択するために使われ、それらの動機や性向が私たちの行動の選択を決定する」という方法を提案している:60。
個人レベルで動機功利主義に移行するための議論は、社会レベルで規則功利主義に移行するための議論と対応していると見なすことができる:17。アダムズ（1976）はヘンリー・シジウィックの次のような観察に言及している。「幸福（個人的なものも一般的なものも）は、それを意識的に目指す範囲を慎重に制限することでよりよく達成される可能性が高い」:467 。毎回効用計算を適用しようとすることは、最適でない結果につながる可能性が高い。社会レベルで注意深く選択された規則を適用し、個人レベルで適切な動機を奨励することは、それが行為功利主義の基準によって評価された場合に、個々の場面で間違った行動につながる可能性があっても、全体としてより良い結果につながる可能性が高いということである:471。
アダムズは、「行為功利主義の基準による正しい行為と、動機功利主義の基準による正しい動機は、場合によっては両立しない」と結論づけている:475。この結論の必要性は、フレッド・フェルドマンによって否定されており、「この問題における衝突は、功利主義の不十分な定式化から生じており、動機は本質的な役割を果たしていない … （そして） … [p]単純にAU（行為功利主義）だけを適用した場合でも、同じ種類の衝突が生じる」と主張している。 その代わりに、フェルドマンは、行為功利主義と動機功利主義の間に衝突が生じないような行為功利主義の変種を提案している。

## 功利主義への批判と反論
功利主義は一つの理論ではなく、200年にわたって発展してきた関連する理論の集合体であるため、批判はさまざまな理由でさまざまな対象に向けられて行われている。

### 効用の計量化
功利主義に対する一般的な反論は、幸福や幸福度を量化したり、比較したり、測定したりすることができないということである。レイチェル・ブリッグスは「スタンフォード哲学百科事典」で次のように書いている。
効用という言葉を、すべての望ましい目的（快楽、知識、友情、健康など）を含む十分に広い意味で理解すれば、各目的間のトレードオフを行って各結果に効用を与える方法が一意に正しいということは明らかではない。食欲のある修道僧の人生と快楽主義者の人生のどちらがより良いかという問いには、良い答えがないかもしれないが、効用を割り当てることはそれらを比較することを強制する。
このように理解された効用は、客観的な測定法がない限り個人的な好みである。

### 功利主義は正義を無視する
ローゼン（2003）が指摘したように、行為功利主義者が規則に関心がないと主張することは、「ストローマン」を作り上げることである。同様に、R.M.ヘアは、「行為功利主義の粗雑な風刺は、多くの哲学者が知っている唯一のバージョンである」と述べている。ベンサムが第二次悪について言っていることを考えれば、彼や類似の行為功利主義者が大きな善のために無実の人を罰することに同意するだろうと言うことは、深刻な誤解であるだろう。しかし、功利主義の批判者は、それが理論から導かれるものだと主張している。

#### 「保安官のシナリオ」
この批判の古典的なバージョンは、H. J. マクロスキーによって1957年の「保安官のシナリオ」という形で提示された。
保安官が、（一般に有罪と信じられているが保安官自身は無罪であると知っている特定の黒人）をレイプの罪ででっち上げて、白人と黒人の間に互いに憎しみを増すような深刻な反黒人暴動を防ぐか、あるいは有罪者を捜しだして反黒人暴動を起こさせながらもそれと戦うことができる限りのことをするか、という選択に直面したとしよう。このような場合、保安官が極端な功利主義者であれば、黒人をでっち上げることに決めるように見えるだろう。
「極端な」功利主義者という言葉で、マクロスキーは後に行為功利主義と呼ばれるようになったものを指している。彼は一つの反応として、保安官は「無罪の人を罰するな」という別のルールのために無罪の黒人をでっち上げないだろうと示唆する。もう一つの反応としては、保安官が避けようとしている暴動は長期的には人種や資源に関する問題に注意を引き、コミュニティ間の緊張を解消する助けになるような正の効用を持つかもしれないということである。
後の記事でマクロスキーは次のように言っている。
功利主義者はどんな事実であれ、論理的に可能であることを認めなければならないだろう。すなわち、「不正な」刑罰制度――例えば集団的刑罰や遡及的法律や刑罰、あるいは犯罪者の親族への刑罰を含む制度――が「正しい」刑罰制度よりも有用である可能性があるということだ。

#### カラマーゾフの兄弟
この議論の古い形式はフョードル・ドストエフスキーが彼の本『カラマーゾフの兄弟』で提示したものである。そこではイワンが弟アリョーシャに自分の質問に答えるよう挑戦する。

はっきり言ってくれ、私に答えてくれ——想像してみてくれ、あなた自身が人間の運命の建物を建てているとしよう。その目的は最後に人々を幸せにし、平和と安息を与えることだ。しかし、そのためには必然的かつ避けられないこととして、たった一人の小さな生き物（一人の子供）を拷問にかけ、彼女の報われない涙を基礎にして建物を建てなければならないとしたら、あなたはそのような条件で建築家になることに同意するだろうか？…そして、あなたは拷問された子供の正当化されない血によって幸せを受け入れることに同意した人々の考えを認めることができるだろうか？そして、それを受け入れた後、永遠に幸せでいることができるだろうか？

### 帰結の予測
功利主義に反対する人々の中には、帰結は本質的に知り得ないものであるから、功利主義が要求する計算を行うことは不可能だと主張する人々がいる。ダニエル・デネットはこれを「スリーマイル島効果」と呼んでいる。 デネットは、スリーマイル島で起こった事故の効用値を正確に割り当てることは不可能であるだけでなく、最終的にその事故が良いことだったのか悪いことだったのかを知ることも不可能であると指摘している。彼は、もし発電所の運転員が今後の深刻な事故を防ぐために教訓を得たならば、それは良いことだったと示唆している。
ラッセル・ハーディン（1990）はこのような議論を否定している。彼は、帰結を正しく判断するために必要な合理的な原則を適用する能力が限られていることや、それが他の要因によって変化する可能性があることから、功利主義の道徳的衝動（すなわち「善悪を帰結として定義し、人々をそれらを達成するように動機づける」という原則）を否定する必要はないと主張している。 「もし我々が関連する因果関係を判断するためのより良いシステムを開発し、意図した目的を達成するような行動を選択できるようになったとしても、それは我々が倫理を変えなければならないということにはならない。功利主義の道徳的衝動は一定であるが、それに基づく我々の決断は我々の知識や科学的理解に依存して変化しうる」と彼は言っている。

最初から功利主義は帰結を確実に知ることができないことを認めており、ベンサムもミルも帰結をもたらす傾向に基づいて行動しなければならないと言っている。G・E・ムーアは1903年に次のように書いている。 
我々は確かに、限られた未来の中でしかその効果を直接比較することはできず、そして道徳や普通の生活で使われてきたすべての議論（神学的教義を除く）は、一つの行為が他の行為よりも優れていることを示すために、おそらく直接的な利益 ……しか指摘していない。
倫理法則は科学法則ではなく科学的予測の性質を持っており、後者は常に単なる確率であり、確率が非常に高い場合でもある。

### 過度な要求
行為功利主義は、すべての人が効用を最大化することができるように行動するだけでなく、それを偏りなく行うことを要求する。ミルは、「自分の幸福と他人の幸福との間で、功利主義は彼に無関心で慈悲深い傍観者と同じくらい厳格に公平であることを要求する」と言った。批判者は、この要求の組み合わせが、功利主義が不合理な要求をすることにつながると言う。他人の幸福は、友人や家族や自分の幸福と同じくらい重要である。「この要求が非常に厳しいのは、助けを必要としている見知らぬ人の数が膨大であり、彼らを助けるために犠牲を払う機会が無限に多いからである」 。シェリー・カーガンは、「現実の世界のパラメーターを考えれば、善を最大限に促進することは、困難で、自己否定的で、厳格な生活を要求することは間違いない……善を促進するために過ごす生活は、確かに厳しいものである」と言っている。
フッカー（2002）は、この問題には二つの側面があると説明している。行為功利主義は、比較的恵まれた立場にある人々に「巨大な」犠牲を要求するだけでなく、自分の善も全体的な善が「わずかに」増加する場合でも犠牲にすることを要求する。もう一つの方法で苦情を強調すると、功利主義は「義務以上の自己犠牲は道徳的に許されるものではなく、それ以上のものではない」と言える。ミルはこれについて非常に明確であった。「幸福の総量を増加させないか、増加させる傾向がない犠牲は無駄である」と言った。
この問題に対する一つの回答は、その要求を受け入れることである。これはピーター・シンガーがとった見解であり、彼は次のように言っている。

確かに私たちは本能的に自分に近い人を助けることを好む。子供が溺れているのを見て見ぬふりできる人は少ないだろう。しかし、アフリカやインドで避けられるはずの子供たちの死を無視できる人は多い。しかし、問題は私たちが普通に行うことではなく、私たちが行うべきことであり、距離や共同体の帰属が私たちの義務に重要な違いをもたらすという道徳的な正当化は見当たらない。

他の人々は、私たちの深く持つ道徳的な信念に反するような道徳理論は、拒否されるか修正されるべきだと主張する。功利主義からその過度に要求的な要件から逃れるために、功利主義を修正しようとする試みがさまざまに行われてきた。一つの方法は、効用を最大化するという要求を捨てることである。「満足させる帰結主義」ではマイケル・スロートは、効用主義の一種として「行為が十分に良い結果をもたらすことで道徳的に正しいとみなされ得る」という考え方を提唱している。このような体系の一つの利点は、超義務的行為という概念を受け入れられることである。
サミュエル・シェフラーは、異なるアプローチをとり、すべての人を同じように扱うという要求を修正する。具体的には、シェフラーは、「主体中心の特権」という概念を提唱し、全体の効用を計算する際に、自分自身の利益を他者の利益よりも重く数えることが許されると主張する。カーガンは、このような手続きが、「善を促進するという一般的な要求は、真の道徳的要求に必要な動機付けの基盤を欠いている」という理由と、「個人的な独立性は、コミットメントや親密な人間関係の存在に必要であり、そのようなコミットメントの価値は、道徳理論の中で少なくともある程度の個人的な視点に対する道徳的な独立性を保持するための正当な理由を提供する」という理由に基づいて正当化されるかもしれないと示唆する。
ロバート・グーディンは、さらに別のアプローチをとり、功利主義を個人的な道徳ではなく公共政策の指針として扱うことで、過度な要求の反論を「和らげる」ことができると主張する。彼は、多くの問題は伝統的な形式では良心的な功利主義者が他者の失敗を埋め合わせるために自分の公平な分担以上に貢献しなければならないために生じると指摘する。
ガンジュールは、市場状況に特に着目し、市場で行動する個人が功利主義的最適を生み出す可能性があるかどうかを分析する。彼は満たされるべきいくつかの厳しい条件を挙げる。個人は手段的合理性を示し、市場は完全競争であり、所得や財貨は再分配されるべきである。
ハルサニは、この反論は、「人々は不当に重い道徳的義務からの自由にかなりの効用を付与する」という事実を見落としていると主張する。「ほとんどの人は、より緩やかな道徳規範を持つ社会を好み、そのような社会は平均的な効用を高めると感じるだろう。たとえそのような道徳規範の採用が経済的・文化的な成果にいくらかの損失をもたらすとしても（それらの損失が許容範囲内にある限り）。これは、功利主義が正しく解釈されれば、最高の道徳的完全性のレベルよりもはるかに低いレベルの受け入れ可能な行為の基準をもたらし、この最低基準を超える超義務的な行為に十分な余地を残すということである」。

### 効用の集約
「功利主義は人間の区別を真剣に受け止めていない」という反論は、1971年にジョン・ロールズの「正義論」が出版されたことで有名になった。 この概念は、動物の権利を主張するリチャード・ライダーが功利主義を否定し、痛みも喜びも通らない「個人の境界」について語る中でも重要である。
しかし、同様の反論は1970年にトマス・ネーゲルによって指摘されており、彼は帰結主義が「異なる人々の欲望やニーズや満足や不満を、一つの大きな人間の欲望やニーズや満足や不満であるかのように扱っている」と主張した。 また、それよりも前にデイヴィッド・ゴティエが功利主義が「人類は最高の満足を道徳行為の目的とする超人間であると仮定している。しかし、これはばかげている。個人が欲望を持つのであって、人類ではない。個人が満足を求めるのであって、人類ではない。個人の満足はより大きな満足の一部ではない」と書いていた。 したがって、複数の個人の喜びを加算する効用の集約は無意味になり、苦痛も幸福もそれらが感じられる意識に本質的であり分離できないため、可能ではなくなる。
この批判に対する一つの反論は、いくつかの問題を解決するように見える一方で、他の問題をもたらすということである。アラステア・ノークロスが言ったように、直感的には関係する人数を考慮に入れたいと思う場合が多いと言えるだろう。

ホーマー・シンプソンが、燃えている建物からバーニーを救うか、モーとアプーの両方を救うかという苦渋の選択に直面したとしよう。明らかに、ホーマーはより多くの人数を救うほうが良いのだが、それはまさに人数が多いからである。誰も真剣に考えれば、一人が死ぬよりも、宇宙の感性的な存在全体がひどく切断されるほうが悪いと本当に信じることができるだろうか。明らかにそんなことはない。

人々の利益を共感によって考慮することを認めれば、効用を集約しながらも、人々の区別を保つことができるかもしれない。この立場はアイアン・キングによって提唱されており、彼は正しい決断をする方法で、進化的な共感の基盤は人間が他者の利益を考慮することを可能にするが、一対一の基準でしかできないと主張している。「私たちは一度に一人の他者の心の中に自分自身を想像するだけだからである」。キングはこの洞察力を利用して功利主義を適応させており、これはジェレミ・ベンサムの哲学と義務論や徳倫理学との調和を図るのに役立つかもしれない。
哲学者ジョン・トーレックは、幸福や快楽を人々に加算するという考えは非常に理解しにくいものであり、状況に関わる人数は道徳的に無関係であるとも主張した。トーレックの基本的な関心は、次のようなものである。私たちは、5人が死ぬ場合と1人が死ぬ場合とでは、物事が5倍悪くなると言うことの意味を説明できない。「この種の判断の意味について、私は満足のいく説明を与えることができない」と彼は書いている（p. 304）。彼は、それぞれの人が一人の人間の幸福や快楽を失うことしかできないと主張する。5人が死ぬときに、幸福や快楽が5倍失われるわけではない。この幸福や快楽を感じるのは誰なのか。「それぞれの人が可能性として失うものは、その人自身にとっての損失としてだけ、私に意味を持つ。仮定によれば、私は関わるすべての人に対して平等な関心を持っているから、私は彼らに損失を免れる平等なチャンスを与えようとする」（p. 307）。デレク・パーフィット（1978年）や他の人々はトーレックの立場を批判した、そしてこの議論は今でも続いている。

### 効用計算と機会損失
効用主義に対する初期の批判の一つは、最善の行動を計算するために時間をかけると、最善の行動を取る機会がすでに過ぎ去ってしまう可能性があるというものである。ミルは、この批判に対して、もっともらしい結果を計算するために十分な時間があったと答えた。 
すなわち、人類が過去に生きてきた全期間である。この間、人類は自身の行動の傾向を経験的に学んできた。その経験には、生活のすべての慎重さと道徳性が依存している……第一原理を認めることが、二次的な原理を認めることと矛盾するというのは奇妙な考えである。旅行者に彼の最終目的地に関する情報を伝えることは、途中で目印や道しるべを使うことを禁じることではない。幸福が道徳の目的と目標であるという命題は、その目標に向かう道が定められるべきではないということを意味するのではなく、そこに行く人々に他の方向よりもある方向を取るように勧めるべきではないということを意味するのでもない。人々は実際には、この問題に関しては彼らが他の実践的な関心事については話したり聞いたりしないであろう一種のナンセンスを話すのをやめるべきである。
より最近では、ハーディンも同じ点を指摘している。「哲学者たちがこの反論を真剣に受け止めてきたことは恥ずべきことである。他の領域では、同様の考察は非常に良識的に退けられている。デヴリン卿は「合理的な人が『規則通りに働い』て、手渡された書類を理解するまで読み込んだら、国の商業や行政の活動は停滞してしまうだろう」と述べている。このような考慮から、スマート（1973）が「指針」と呼んだものに頼ることさえ、行為功利主義者にとっても必要である。

### 特別な義務の批判
功利主義に対する最も古い批判の一つは、特別な義務を無視するというものである。例えば、二人の見知らぬ人を救うか自分の母親を救うかという選択肢が与えられた場合、多くの人は母親を救うだろう。功利主義によれば、そのような自然な行為は不道徳である。この問題に最初に応えたのは、初期の功利主義者であり、ジェレミー・ベンサムの友人であったウィリアム・ゴドウィンである。彼は自身の著作『政治的正義に関する考察』で、個人的なニーズは最大多数の最大幸福に優先するべきだと主張した。功利主義の原理「一般的な善に最も貢献する生命を選ぶべきである」という原理を、二人のうちどちらか一人を救うという選択に適用すると、彼は次のように書いている。

仮定してみよう。侍女は私の妻であったとか、私の母親であったとか、私の恩人であったとしても。それは命題の真理を変えることはないだろう。大司教の命は侍女の命よりもまだ価値があるだろうし、純粋で不変化された正義は、より価値があるものを選ぶだろう。

### 功利主義的価値論への批判
功利主義が幸福しか固有価値を持たないと主張することは、さまざまな批判者から攻撃されてきた。トーマス・カーライルは「ベンサム式功利主義」を「利益損失によって徳を測るもの」と嘲り、「この神の世界を死んだ無慈悲な蒸気機関にし、人間の無限なる天上の魂を干し草やアザミを量るための干し草秤や快楽や苦痛を量るための秤にする」と非難した。 カール・マルクスは『資本論』で、ベンサムの功利主義が異なる社会経済的文脈における人々の異なる喜びを認識していないように見えると批判した。

彼は最も乾いた素朴さで現代的な商人、特にイギリス人商人を普通の人間として取り上げている。この奇妙な普通の人間とその世界にとって有益なものは何でも絶対的に有益である。この尺度を過去・現在・未来に適用する。例えばキリスト教は「有益」である。「なぜなら宗教が名目上禁じている同じ欠点が法律が名目上罰しているからだ」。芸術批評は「有害」である。「なぜならそれがマーティン・タッパーなどを楽しんでいる立派な人々を邪魔するからだ」。この勇敢な男は、「nulla dies sine linea」というモットーと共に、このようなくだらないもので本山を積み上げてきた。

ローマ教皇ヨハネ・パウロ2世は自らの人格哲学に従って、功利主義の危険性は人間を物と同じように利用の対象とすることであると主張した。「功利主義とは、生産と使用の文明であり、人の文明ではなく物の文明であり、物が使われるのと同じように人が使われる文明である」と彼は記している。

### 義務に基づく批判
W. D. ロスは、自らの義務多元論の観点から、功利主義が要求するように、集合的な善を最大化するという義務があることを認める。しかし、ロスは、これは他の義務、例えば約束を守る義務や不正な行為に対して償いをする義務など、功利主義が無視してしまう多様な義務の一つに過ぎないと主張する:19。彼は『正しさと善さ』（1930年）という著書で次のように述べている。
私たちは、自分たちの行為がもたらす結果だけでなく、自分たちが行おうとしていることが何であるかにも注意を払わなければならない。私たちは、自分たちが行おうとしていることが正しいかどうかを判断する際に、その結果だけでなく、その性質や動機も考慮しなければならない。
ロジャー・スクルートンは義務論者であり、功利主義は私たちの倫理的判断の中で義務に必要な場所を与えていないと考えていた。彼は私たちにアンナ・カレーニナのジレンマを考えさせる。彼女は自分の夫や息子に対する義務とヴロンスキーへの愛情との間で選択しなければならなかった。スクルートンは次のように書いている。「もしアンナがこういう理屈を立てたとしよう。二人の健康な若者を満足させて一人の老人を不満にする方が、一人の老人を満足させて二人の若者を不満にするよりも良い。2.5対1の割合で良い。だから私は出て行く。私たちは彼女の道徳的真剣さについてどう思うだろうか？」。

### 胎児工場
『無垢と帰結主義』（1996年）という論文で、功利主義の批判者であるジャクリーン・レインは、功利主義には包括的な倫理理論の中心的特徴である無垢という概念を理解するための十分な概念装置がないと主張する。特に、彼女の見解では、ピーター・シンガーは、ジェニー・タイクマンが作った造語で、人間の道徳的価値に関する彼の変動する（そしてレインは非合理的で差別的な）理論を表す「人格主義」に固執して、人間の道徳的価値の理論が不合理で差別的であると言っているが、それは彼が自分自身に矛盾することなく胎児工場（臓器摘出のための大量の幸福のために故意に脳障害を持つ子供を生み出すという思考実験）を拒否することができないということである。彼が胎児工場は非常に若い人々に対する配慮や関心の態度を損なうと説明することは、彼の見解では殺すことができる「非人格者」である赤ちゃんや胎児（両方とも）に適用することができ、彼が自分の作品の他の場所で採用している立場に矛盾する。

## 追加の考察

### 平均的な幸福と全体的な幸福
ヘンリー・シジウィックは、『倫理学の諸方法』で、「私たちが最大化しようとしているのは全体的な幸福か平均的な幸福か」と尋ねた。ウィリアム・ペイリーは、彼が社会の幸福について語るとき、「人々の幸福は単一の人々の幸福から成り立っており、幸福の量は、その知覚者の数やその知覚の快楽度に比例して増減する」と述べており、極端な場合（奴隷として扱われている人々など）を除けば、幸福の量は人々の数に比例するだろうと述べている。したがって、「人口の減少は国家が受けることができる最大の悪であり、人口の増加はすべての国家が他のあらゆる政治的目的よりも優先して目指すべき目標である」と述べている。同様の考えを示したのはスマートで、彼は、他のすべての条件が同じであれば、200万人の幸せな人々がいる宇宙の方が、100万人の幸せな人々しかいない宇宙よりも優れていると主張した。
シジウィックがこの問題を提起して以来、これは詳細に研究され、哲学者たちは全体の幸福か平均の幸福かのどちらを使っても、好ましくない結果になると主張してきた。
デレク・パーフィットによれば、幸福の総和を用いると、効用値が非常に低いがマイナスにならない人々が大量に存在する方が、それほど極端でない規模の人々が快適に暮らすよりも良い目標とみなされるという、単純加算パラドックスの忌まわしい結論に至る。言い換えれば、この理論によれば、全体の幸福が増す限り、世界にもっと多くの人々を生み出すことは道徳的に善であるということである。
一方、平均の幸福に基づいて人々の効用を測ると、パーフィットの忌まわしい結論を避けることができるが、他の問題が生じる。例えば、中程度に幸せな人を非常に幸せな世界に連れてくることは、不道徳な行為と見なされるだろう。また、この理論は、平均的な幸福よりも低い幸福を持つすべての人々を排除することが道徳的に善であることを示唆している。なぜなら、これによって平均的な幸福が高まるからである。
ウィリアム・ショーは、潜在的な人々（私たちが気にする必要はない）と実際の未来の人々（私たちが気にするべき）という区別をすれば、問題は回避できると提案している。彼は「功利主義は人々の幸福を評価するものであり、幸福の単位を生み出すものではない。したがって、子供を持つことに肯定的な義務はない。しかし、子供を持つことを決めたら、最も幸せな子供を産む義務がある」と言っている。

### 動機、意図、行為
功利主義は、一般に、行為の正しさや間違いを判断する際に、その行為の結果だけを考慮するとされている。ベンサムは動機と意図を非常に注意深く区別し、動機はそれ自体では善でも悪でもなく、快楽や苦痛を生み出す傾向によってそう呼ばれることがあると述べている。彼はまた、「どんな種類の動機からも、善い行為も悪い行為も無関係な行為も生じるかもしれない」と付け加えている。 ミルも同様の点を述べており、「動機は行為の道徳性には何の関係もなく、行為者の価値には多くの関係がある。溺れかけている仲間の人間を救うことは、道徳的に正しいことである。彼の動機が義務であろうと、その手間に対する報酬を期待していようと」と指摘している。
しかし、意図に関しては、状況はもっと複雑である。『功利主義論』の第二版で印刷された脚注で、ミルは「行為の道徳性は完全に意図によって決まる。つまり、行為者が行おうとすることによって決まる」としている。また別の場所では、「意図と動機は全く異なるものである。しかし、結果を予見することである意図こそが、行為の道徳的正しさや間違いを構成する」と述べている。
ミルの脚注の正しい解釈は、いくつかの議論の対象となっている。解釈の難しさは、結果が重要であるということから、意図が行為の道徳性の評価に関係するのに、動機が関係しないということをどう説明するかということにある。一つの可能性は、「行為の『道徳性』は一つのものであり、おそらく行為者の称賛に値するか非難に値するかということに関係しており、その正しさや間違いは別のものである」ということを想定することである。ジョナサン・ダンシーは、この解釈を拒否し、ミルが明示的に意図を行為ではなく行為者の評価に関係するものとしていると主張している。
ロジャー・クリスプによる解釈は、ミルが『論理学体系』で与えた定義に基づいている。ミルはそこで、「効果を生み出す意図は一つのものであり、意図によって生じた結果は別のものであり、この二つを合わせて行為を構成する」と述べている。それによれば、二つの行為が外見上同じであっても、意図が異なれば異なる行為であるということになる。ダンシーは、これがなぜ意図が重要であるかを説明するものではないかもしれないと指摘している。
第三の解釈は、行為は複数の段階からなる複雑なものであり、それらの段階のうちどれが行為の一部として考えられるかを決めるのは意図であるというものである。これはダンシーが支持する解釈であるが、彼はこれがミル自身の見解であったかどうかは確信がないと認めている。なぜなら、ミルは「p & q」が複雑な命題を表すとさえ認めなかったからだ。「彼は『論理学体系』I iv. 3で、『シーザーは死んでブルータスは生きている』という命題について、『私たちは家と呼ぶものを複雑な家だと呼ぶように、これら二つの命題を複雑な命題だと呼ぶことはばかげている』と書いていた」。最後に、動機が行為の道徳性を決定する上で役割を果たさないとしても、それは功利主義者が全体的な幸福を増やすために特定の動機を育むことを妨げるものではない。

### 他の感性のある存在

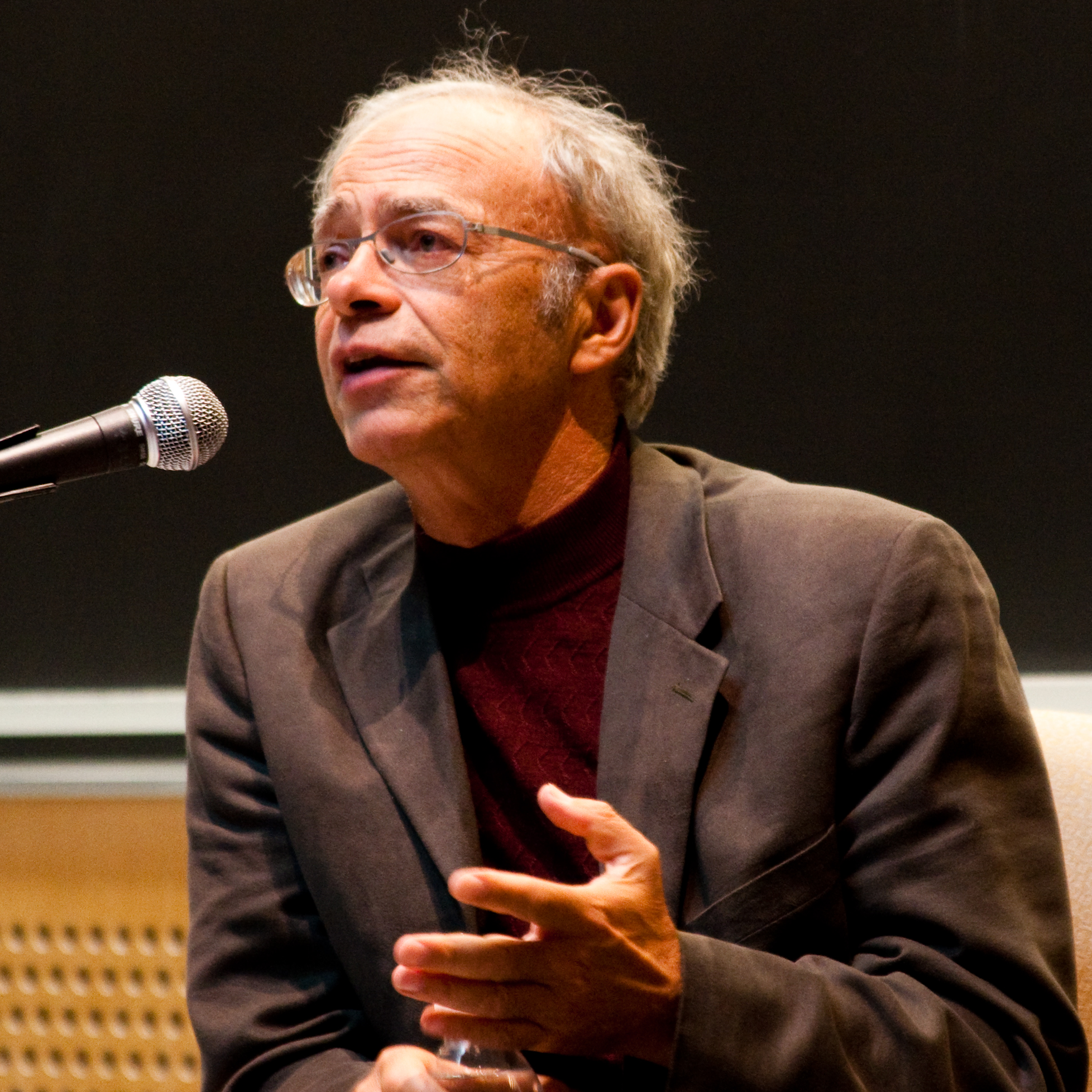
ピーター・シンガー

「道徳および立法の諸原理序説」で、ベンサムは「問題は、彼らが理性を持っているか、話せるかということではなく、彼らが苦しむことができるかということである」と書いた。ミルの高次と低次の快楽という区別は、彼が人間により高い地位を与えていることを示唆するかもしれない。しかし、彼のエッセイ「Whewell on Moral Philosophy」では、ミルはベンサムの立場を擁護し、「貴重な予見」と呼び、「人間に与える喜びよりも動物に与える苦痛が多いという前提で、ある行為が道徳的か非道徳的かを判断することができるだろうか。そして、もし自分の頭を利己主義の沼から引き上げた人間が一斉に『非道徳的だ』と答えないならば、功利主義の原理の道徳性は永遠に非難されるべきである」と書いている。
現代の功利主義哲学者の中でも、特にピーター・シンガーは、すべての感性のある存在の幸福を平等に考慮すべきだと主張していることで知られている。シンガーは、種に関係なく、自己意識のレベルに応じて権利を付与することを提唱している。彼はまた、人間は倫理的な問題において種差別（非人間に対する差別）的である傾向があると指摘し、功利主義では種差別は正当化できないと主張している。なぜなら、人間と非人間動物の苦しみの間に合理的な区別ができないからであり、すべての苦しみは減らすべきだからである。シンガーは次のように書いている。「人種差別者は、自分の人種のメンバーの利益に他の人種のメンバーの利益よりも大きな重みを与えてしまう。それは自分たちの利益と他者の利益が衝突した場合に限られる。同様に、種差別者は自分たちの種族の利益を他の種族のより大きな利益よりも優先させてしまう。そのパターンはどちらも同じである…多くの人間は種差別者である」。
ヘンリー・シジウィックも功利主義が非人間の動物に及ぼす意味合いを考察している。彼は次のように書いている。「私たちは次に考えなければならないことは、『全員』とは誰かということである。私たちは自分たちの行為に影響を受けるすべての感覚を持つ存在すべてに配慮を広げるべきか。それとも私たちは人間の幸福に限定するべきか。前者の見解はベンサムやミル、そして（私が信じる限りでは）功利主義学派全体が採用したものであり、その原理が特徴付けられている普遍性と明らかに一致している……何らかの快楽を持つどんな存在でも除外することは恣意的で不合理であるように思われる」。
1990年版の『動物の解放』で、ピーター・シンガーは、貝類やムール貝は苦しむかもしれないという可能性があるし、それにそれらを食べなくても済むということで、もう食べないと言っている。
この見解はディープエコロジーと対照的になるかもしれない。ディープエコロジーは、すべての生命や自然に固有の価値があると主張する。功利主義によれば、快楽や不快感を感じることができない生命の形態は、道徳的な地位を否定される。なぜなら、快楽を増やしたり苦しみを減らしたりすることが不可能だからである。シンガーは次のように書いている。

物事を苦しんだり楽しんだりする能力は、利益を持つための前提条件であり、私たちが意味のある方法で利益という言葉を使えるようになるまで満たさなければならない条件である。それは石に対して、学童が道路に沿って蹴ってもかまわないということはその利益に反しないと言うのは無意味だということである。石には利益がないからである。石は苦しまない。私たちがそれに対してすることは何でも、その福祉に何ら影響を与えることはできない。一方、ネズミは苦しむから、苦痛を与えられないようにすることに利益がある。苦しむ存在があれば、その苦しみを考慮に入れないことに道徳的な正当化はあり得ない。その存在の性質がどうであれ、平等の原則は、その苦しみを同じ種類の苦しみ（おおよその比較ができる限り）と同じように数えることを要求する。存在が快楽や幸福を感じたり経験したりすることができなければ、考慮すべきものは何もない。

したがって、功利主義の道徳的価値は、一細胞生物や多細胞生物の一部、そして川のような自然的存在には、感覚的存在に利益をもたらす限りしか認められない。同様に、功利主義は生物多様性に直接的な固有の価値を置かない。しかし、生物多様性が感覚的存在にもたらす利益から言えば、功利主義では一般的に生物多様性を維持すべきだということになるかもしれない。
ジョン・スチュアート・ミルのエッセイ「自然について」では、彼は野生動物の福祉を功利主義的判断に考慮すべきだと主張している。タイラー・コーエンは、個々の動物が効用の担い手であるならば、我々は彼らの犠牲者に対して肉食動物の捕食活動を制限すべきだと論じている。「少なくとも、我々は自然の肉食動物に対する現在の補助金を制限すべきである」と彼は言っている。

## 特定の問題への適用
この概念は厚生経済学、正義、世界的な貧困の危機、肉食の倫理、そして人類にとっての地球壊滅リスクを避けることの重要性などに適用されている。嘘つきに関する文脈では、一部の功利主義者は嘘を支持している。

### 世界の貧困
アメリカ経済学ジャーナルに掲載された論文で、富の再分配における功利主義倫理の問題が取り上げられている。この論文は、富裕層への課税は彼らが受け取る可処分所得を利用するための最良の方法であると指摘している。これは、そのお金が政府のサービスに資金を提供することで、最も多くの人々に効用をもたらすからである。ピーター・シンガーやトビー・オードを含む多くの功利主義者は、特に先進国の住民は、定期的に自分の所得の一部を慈善団体に寄付するなどして、世界中の極度の貧困を終わらせる義務があると主張している。例えばピーター・シンガーは、自分の所得の一部を慈善団体に寄付することで、命を救ったり貧困関連の病気を治療したりすることが可能であり、これはそのお金が相対的な快適さに住む自分にもたらすものよりも極度の貧困にある人々にはるかに多くの幸福をもたらすと指摘している。ただし、シンガーは自分の所得のかなりの割合を慈善団体に寄付するべきだとだけではなく、そのお金は最も費用対効果の高い慈善団体に向けられるべきだとも主張している。これは、最大多数の最大善を実現するという功利主義の考え方と一致している。シンガーの考えは、現代の効果的利他主義運動の基礎を形成している。

## 関連文献
- Broome, John（英語版）. 1998. "Modern Utilitarianism". Pp. 651–56 in The New Palgrave Dictionary of Economics and the Law 2, edited by P. Newman（英語版）. London: Macmillan.
- Cornman, James, et al. 1992. Philosophical Problems and Arguments – An Introduction (4th ed.). Indianapolis, IN: Hackett Publishing Co.（英語版）
- Glover, Jonathan（英語版）. 1977. Causing Death and Saving Lives. Penguin Books. ISBN 978-0-14-022003-2. OCLC 4468071
- Hansas, John. 2008. "Utilitarianism." Pp. 518–19 in The Encyclopedia of Libertarianism, edited by R. Hamowy（英語版）. Thousand Oaks, CA: SAGE（英語版） / Cato Institute. ISBN 978-1-4129-6580-4. doi:10.4135/9781412965811.n317. LCCN 2008-9151. OCLC 750831024.
- Harwood, Sterling. 2009. "Eleven Objections to Utilitarianism." Ch. 11 in Moral Philosophy: A Reader (4th ed.), edited by L. P. Pojman（英語版） and P. Tramel. Indianapolis, IN: Hackett. ISBN 978-0-87220-962-6. OCLC 488531841.
- Mackie, J. L. 1991. "Utilitarianism." Ch. 6 in Ethics: Inventing Right and Wrong. Penguin Books. ISBN 978-0-14-013558-9.
- Martin, Michael. 1970. "A Utilitarian Kantian Principle." Philosophical Studies（英語版） 21:90–91.
- Rachels, James（英語版）, and Stuart Rachels（英語版）. 2012. "The Utilitarian Approach" and "The Debate of Utilitarianism." Ch. 7 & 8 in The Elements of Moral Philosophy（英語版）. McGraw-Hill Higher Education. ISBN 978-0-07-803824-2.
- Scheffler, Samuel (1988). Consequentialism and its Critics. Oxford University Press. ISBN 978-0-19-875073-4
- Silverstein, Harry S. 1972. "A Defence of Cornman's Utilitarian Kantian Principle." Philosophical Studies 23:212–15.
- Singer, Peter (1993). “esp. Chapter 19 & 20, Consequentialism & The Utility and the Good”. A Companion to Ethics. Blackwell Companions to Philosophy. Wiley-Blackwell. ISBN 978-0-631-18785-1
- Singer, Peter. 1981. The Expanding Circle: Ethics and Sociobiology（英語版）. New York: Farrar, Straus & Giroux（英語版）. ISBN 0-374-15112-1
- —— 1993. "Consequentialism" and "The Utility and the Good." Ch. 19 & 20 in A Companion to Ethics (Blackwell Companions to Philosophy（英語版）). Wiley-Blackwell（英語版）. ISBN 978-0-631-18785-1.
- Stokes, Eric（英語版）. 1959. The English Utilitarians and India. Clarendon Press. OCLC 930495493
- Sumner, L. Wayne（英語版）. Abortion: A Third Way. Princeton, NJ: Princeton University Press.
- Vergara, Francisco (1998). “A Critique of Elie Halévy: refutation of an important distortion of British moral philosophy”. Philosophy 73:  97–111. doi:10.1017/s0031819197000144.
- (2011). “Bentham and Mill on the 'Quality' of Pleasures”. Revue d'Études Benthamiennes (9). doi:10.4000/etudes-benthamiennes.422.
- Williams, Bernard (1993). “esp. Chapter 10, Utilitarianism”. Morality: An Introduction to Ethics. Cambridge University Press. ISBN 978-0-521-45729-3
- Williams, Bernard. 1993. "Utilitarianism." Ch. 10 in Morality: An Introduction to Ethics. Cambridge University Press. ISBN 978-0-521-45729-3.